# Peyrins
Peyrins este o comună în departamentul Drôme din sud-estul Franței. În 2009 avea o populație de 2.415 de locuitori.

## Evoluția populației
| An        | 1975  | 1982  | 1990  | 1999  | 2006  | 2009  |
| --------- | ----- | ----- | ----- | ----- | ----- | ----- |
| Populație | 1.652 | 1.882 | 2.055 | 2.309 | 2.468 | 2.415 |